# 加藤鉄史
加藤 鉄史（かとう てつじ、1977年12月5日 - ）は、日本の男性総合格闘家。東京都練馬区出身。PUREBRED SAIPAN TRENCH TECH所属。

## 来歴
1996年、第3回全日本アマチュア修斗選手権大会ミドル級（-76kg）を準優勝し、1997年にプロ修斗デビュー。
2000年3月17日、修斗ミドル級タイトルマッチで王者の桜井"マッハ"速人に挑戦し、1-2の判定負けを喫し王座獲得に失敗した。
2001年3月2日には後にUFC世界ミドル級王者となるアンデウソン・シウバと対戦。
2003年9月15日のDEEP 12th IMPACTでの三島☆ド根性ノ助戦から階級を77kgから70kgへ転向。
2004年から主戦場を海外に移し、ビトー・ヒベイロやギルバート・メレンデスなど世界の強豪選手と対戦した。

## 戦績
| 総合格闘技 戦績 | 総合格闘技 戦績 | 総合格闘技 戦績 | 総合格闘技 戦績 | 総合格闘技 戦績 | 総合格闘技 戦績 | 総合格闘技 戦績 |
| --------------- | --------------- | --------------- | --------------- | --------------- | --------------- | --------------- |
| 31 試合         | (T)KO           | 一本            | 判定            | その他          | 引き分け        | 無効試合        |
| 20 勝           | 3               | 8               | 9               | 0               | 0               | 0               |
| 11 敗           | 2               | 3               | 6               | 0               | 0               | 0               |

| 勝敗 | 対戦相手                       | 試合結果                             | 大会名                                           | 開催年月日     |
| ○    | イリヤ・ゼリク                 | 2R 2:11 TKO（パウンド）              | Trench Warz 11: Redemption                       | 2009年12月18日 |
| ×    | 児山佳宏                       | 2R 1:22 KO（左フック→パウンド）      | 修斗 REVOLUTIONARY EXCHANGES 3                   | 2009年11月23日 |
| ×    | 冨樫健一郎                     | 5分3R終了 判定0-2                    | "修斗伝承 ROAD TO 20th ANNIVERSARY FINAL"        | 2009年5月10日  |
| ×    | ギルバート・メレンデス         | 5分3R終了 判定0-3                    | Strikeforce: Playboy Mansion                     | 2007年9月29日  |
| ×    | ジョー・カマチョ               | 2R TKO                               | PX 11: No Turning Back                           | 2007年4月13日  |
| ×    | ガーラ・ベルガラ               | 1R 1:52 リアネイキッドチョーク       | PX 11: No Turning Back                           | 2006年12月20日 |
| ○    | アレクセイ・マリギン           | 1R 3:53 チョークスリーパー           | 心 -Kill or be Killed-                           | 2006年8月15日  |
| ×    | ビトー・"シャオリン"・ヒベイロ | 3R 2:32 肩固め                       | Rumble on the Rock 7                             | 2005年5月7日   |
| ○    | ジェイソン・デント             | 5分3R終了 判定2-0                    | SuperBrawl 35                                    | 2004年4月16日  |
| ×    | 三島☆ド根性ノ助                | 5分3R終了 判定0-2                    | DEEP 12th IMPACT                                 | 2003年9月15日  |
| ○    | ブライアン・ギャザウェイ       | 5分3R終了 判定3-0                    | 修斗                                             | 2003年3月18日  |
| ○    | 池本誠知                       | 5分3R終了 判定3-0                    | 修斗 SHOOTO TO THE TOP -THE FINAL ACT-           | 2001年12月16日 |
| ○    | レイ・クーパー                 | 5分3R終了 判定3-0                    | 修斗 SHOOTO TO THE TOP                           | 2001年7月6日   |
| ×    | アンデウソン・シウバ           | 5分3R終了 判定0-3                    | 修斗 SHOOTO TO THE TOP                           | 2001年3月2日   |
| ○    | ダン・ギルバート               | 1R 4:28 スリーパーホールド           | 修斗 R.E.A.D.                                    | 2000年12月17日 |
| ○    | トーマス・デニー               | 5分3R終了 判定3-0                    | 修斗 R.E.A.D.                                    | 2000年9月15日  |
| ×    | 桜井"マッハ"速人               | 5分3R終了 判定1-2                    | 修斗 R.E.A.D. 【修斗ミドル級チャンピオンシップ】 | 2000年3月17日  |
| ○    | アンジェロ・セウジオ           | 1R 7:43 ギブアップ（マウントパンチ） | VALE TUDO JAPAN '99                              | 1999年12月11日 |
| ○    | レット・アンソニー             | 1R 4:18 スリーパーホールド           | SuperBrawl 14                                    | 1999年11月5日  |
| ○    | 中尾受太郎                     | 5分3R終了 判定3-0                    | 修斗 the Renaxis 1999 "10 Years Anniversary"     | 1999年5月29日  |
| ○    | 小島弘之                       | 2R 4:28 TKO                          | 修斗                                             | 1998年11月27日 |
| ○    | アレックス・クック             | 5分3R終了 判定3-0                    | 修斗                                             | 1998年8月29日  |
| ○    | パトリック・マダヤグ           | 1R 3:33 チョーク                     | SuperBrawl 7 【ライト級トーナメント 決勝】       | 1998年4月25日  |
| ○    | ベン・ヘルナンデス             | 1R 1:38 スリーパーホールド           | SuperBrawl 7 【ライト級トーナメント 準決勝】     | 1998年4月25日  |
| ○    | ルーク・イシザキ               | 1R 1:43 腕ひしぎ十字固め             | SuperBrawl 7 【ライト級トーナメント 1回戦】      | 1998年4月25日  |
| ○    | レッドスレイヤー・ガイ         | 1R 1:01 腕ひしぎ十字固め             | 修斗                                             | 1998年1月17日  |
| ×    | 中尾受太郎                     | 3R 4:56 腕ひしぎ十字固め             | 修斗                                             | 1997年8月27日  |
| ○    | 藤原正人                       | 5分2R終了 判定3-0                    | 修斗                                             | 1997年6月25日  |
| ○    | 小島弘之                       | 5分2R終了 判定3-0                    | 修斗                                             | 1997年4月5日   |

## 獲得タイトル
- 第3回全日本アマチュア修斗選手権大会 ミドル級 準優勝（1996年）
- SuperBrawl 7ライト級トーナメント 優勝（1998年）